# Eremopeza brachyptera
Eremopeza brachyptera är en insektsart som beskrevs av Willy Adolf Theodor Ramme 1952. Eremopeza brachyptera ingår i släktet Eremopeza och familjen Pamphagidae. Inga underarter finns listade i Catalogue of Life.